# Ischnochiton vitreolus
Ischnochiton vitreolus är en blötdjursart som beskrevs av Kaas 1985. Ischnochiton vitreolus ingår i släktet Ischnochiton och familjen Ischnochitonidae.
Artens utbredningsområde är Réunion. Inga underarter finns listade i Catalogue of Life.